# Alon Harazi
Alon Harazi (hebr. אלון חרזי, ur. 13 lutego 1971 w Ramat Gan) – izraelski piłkarz grający na pozycji środkowego obrońcy. W swojej karierze rozegrał 89 meczów w reprezentacji Izraela i strzelił w nich 1 gola.

## Kariera klubowa
Karierę piłkarską Harazi rozpoczynał w klubie Hakoah Ramat Gan. W 1989 roku awansował do kadry pierwszej drużyny i wtedy też zadebiutował w niej w ówczesnej drugiej lidze izraelskiej. W zespole Hakoahu grał przez rok.
Latem 1990 roku Harazi przeszedł do pierwszoligowego Maccabi Hajfa i od czasu tego transferu stał się podstawowym zawodnikiem Maccabi. W debiutanckim sezonie wywalczył z Maccabi swój pierwszy w karierze tytuł mistrza Izraela oraz wygrał z nim Puchar Izraela. Puchar zdobył też w 1993 i 1995 roku, a w 1994 roku wygrał z Maccabi rozgrywki ligowe oraz Pucharu Toto.
W 1997 roku Harazi podpisał kontrakt z Beitarem Jerozolima. Grał w nim w sezonie 1997/1998 i wywalczył z nim tytuł mistrza kraju oraz Puchar Toto.
W 1998 roku Harazi wrócił do Maccabi Hajfa. Z klubem tym jeszcze sześciokrotnie zostawał mistrzem Izraela w sezonach 2000/2001, 2001/2002, 2003/2004, 2004/2005, 2005/2006 i 2008/2009. Zdobył też trzy Puchary Toto (2002, 2006 i 2008). Po sezonie 2009/2010 zakończył karierę piłkarską w wieku 39 lat.
| Sezon   | Klub              | Kraj   | Rozgrywki   | Mecze | Bramki |
| ------- | ----------------- | ------ | ----------- | ----- | ------ |
| 1989/90 | Hakoah Ramat Gan  | Izrael | Liga Arcit  | ?     | ?      |
| 1990/91 | Maccabi Hajfa     | Izrael | Liga Leumit | 32    | 5      |
| 1991/92 | Maccabi Hajfa     | Izrael | Liga Leumit | 29    | 3      |
| 1992/93 | Maccabi Hajfa     | Izrael | Liga Leumit | 29    | 1      |
| 1993/94 | Maccabi Hajfa     | Izrael | Liga Leumit | 39    | 1      |
| 1994/95 | Maccabi Hajfa     | Izrael | Liga Leumit | 30    | 1      |
| 1995/96 | Maccabi Hajfa     | Izrael | Liga Leumit | 21    | 1      |
| 1996/97 | Maccabi Hajfa     | Izrael | Liga Leumit | 29    | 2      |
| 1997/98 | Beitar Jerozolima | Izrael | Liga Leumit | 29    | 5      |
| 1998/99 | Maccabi Hajfa     | Izrael | Ligat ha’Al | 0     | 0      |
| 1999/00 | Maccabi Hajfa     | Izrael | Ligat ha’Al | 31    | 1      |
| 2000/01 | Maccabi Hajfa     | Izrael | Ligat ha’Al | 27    | 1      |
| 2001/02 | Maccabi Hajfa     | Izrael | Ligat ha’Al | 27    | 3      |
| 2002/03 | Maccabi Hajfa     | Izrael | Ligat ha’Al | 25    | 2      |
| 2003/04 | Maccabi Hajfa     | Izrael | Ligat ha’Al | 18    | 0      |
| 2004/05 | Maccabi Hajfa     | Izrael | Ligat ha’Al | 27    | 1      |
| 2005/06 | Maccabi Hajfa     | Izrael | Ligat ha’Al | 28    | 2      |
| 2006/07 | Maccabi Hajfa     | Izrael | Ligat ha’Al | 28    | 2      |
| 2007/08 | Maccabi Hajfa     | Izrael | Ligat ha’Al | 21    | 0      |
| 2008/09 | Maccabi Hajfa     | Izrael | Ligat ha’Al | 24    | 0      |
| 2009/10 | Maccabi Hajfa     | Izrael | Ligat ha’Al | 3     | 0      |

## Kariera reprezentacyjna
W reprezentacji Izraela Harazi zadebiutował 9 września 1992 roku w zremisowanym 1:1 towarzyskim meczu z Polską, rozegranym w Mielcu. W swojej karierze grał między innymi w: eliminacjach do MŚ 1994, Euro 96, MŚ 1998, Euro 2000, MŚ 2002, Euro 2004 i MŚ 2006. Od 1992 do 2006 roku rozegrał w kadrze narodowej 89 meczów i strzelił w nich 1 gola.